# صورة الأمراض العقلية في الإعلام
غالبًا ما يتم تصوير الأمراض العقلية، المعروفة أيضا بالاضطرابات النفسية، بشكل غير دقيق في وسائل الإعلام. فغالبًا ما تصوِّر الأفلام والبرامج التليفزيونية والكتب والمجلات والبرامج الإخبارية المرضى العقليين بأنهم عنيفون أو لا يمكن التنبؤ بهم، بخلاف الغالبية العظمى من المرضى العقليين الفعليين. ونتيجة لذلك، يصم بعض الناس المريض العقلي بالعار ويعتقدون أنه ينبغي نبذه، وحبسه في مؤسسات العلاج العقلية، أو علاجه بشدة، أو الجمع بين الثلاثة. مع ذلك، فإن معظم المصابين باضطرابات نفسية قادرون علي العمل بصورة ملائمة في المجتمع، بل إن العديد منهم قادرون على النجاح وتقديم مساهمات كبيرة للمجتمع.

## الأخبار
كتبت "India Knight" في عام 2012 عمودًا في صحيفة صنداي تايمز بلندن حول الاكتئاب. وردًا علي ذلك، وصف اليستر كامبل، وهو كاتب عمود في صحيفة «هافنغتون بوست»، حزنه عند كتابتها بأن «الجميع يصابون بالاكتئاب» وأنه «لا يوجد وصمة عار في الاكتئاب».
ناقش كامبل عدم ملائمة خيارات كلمة India Knight" "، وعلق قائلًا أنه في كتابتها أن الجميع يُصاب بالاكتئاب أنها بذلك أظهرت أنها كانت جزءًا من الأشخاص الذين لا يعتقدون أن الاكتئاب يُعد مرض، وادعي كامبل أن مقال India Knight""عزز حقيقة أنه لا يزال هناك وصمة عار وحظر يحيط بالاكتئاب. وأشار إلى أنه حتى في مهنة الطب يخشى الناس أن يذكروا لأرباب عملهم أنهم يعانون من اكتئاب لأنهم لن يتفهموا هذا تمامًا كما لو كانوا يعانون من «مرض جسدي».  كتب كامبل عن المعاناة من أجل تحقيق الفهم للأمراض العقلية، ووصف مقال "Knight" بأنه غير مفيد، ويُحتمل أن يكون ضارًا، وبالتأكيد يُظهر أنه لا يزال أمامنا طريق طويل.
غالبًا ما يتم تصوير الأشخاص المصابين بالفصام على أنهم خطرون وعنيفون ومجرمون على الرغم من أن الغالبية العظمى منهم ليسوا كذلك.

## الأفلام
| اسم الفيلم                      | سنة الإصدار | تقييم IMDB |
| A Beautiful Mind                | 2001        | 8.2        |
| Memento                         | 2000        | 8.5        |
| What Dreams May Come            | 1998        | 7.0        |
| The Night Listener              | 2006        | 5.9        |
| Awakenings                      | 1990        | 7.8        |
| Sideways                        | 2004        | 7.5        |
| Julien Donkey Boy               | 1999        | 6.7        |
| Silver Linings Playbook         | 2012        | 7.8        |
| One Flew Over the Cuckoo's Nest | 1975        | 8.7        |
| Rain Man                        | 1988        | 8.0        |
| Black Swan                      | 2010        | 8.0        |
| Shutter Island                  | 2010        | 8.1        |
| Lars and the Real Girl          | 2007        | 7.4        |
| What's Eating Gilbert Grape     | 1993        | 7.8        |
| The Three Faces of Eve          | 1957        | 7.2        |
| American Psycho                 | 2000        | 7.6        |
| Donnie Darko                    | 2001        | 8.1        |
| The Silence of the Lambs        | 1991        | 8.6        |
| The Aviator                     | 2004        | 7.5        |
| The Soloist                     | 2009        | 6.7        |

- يعطي فيلم "Sideways" وصفًا دقيقًا للاكتئاب، حيث تظهر العديد من علامات الاكتئاب على واحدة من الشخصيات الرئيسية في الفيلم «مايلز ريمون» تشمل تعاطي الكحول في محاولة للتعامل مع الإخفاقات والخسائر في حياته وعدم وجود أمل في مستقبله والمعاناة من مزاج مكتئب بإستمرار.
- يعطي فيلم "Julien Donkey Boy" تصوير دقيق عن مرض الفصام. يضم الفيلم رجلًا تظهر عليه عدة علامات للفصام، وواحدة من تلك العلامات هي إجراء محادثات مع أشخاص غير موجودين في الواقع.

## التليفزيون
تم عرض العديد من الأمراض العقلية على مر السنين ضمن العديد من البرامج من خلال عالم التليفزيون، على سبيل المثال، البرنامج التليفزيوني الشهير "Hoarders" على شبكة A&E الذي يبدأ بعرض حالة أو اثنين من الأشخاص الذين يعانون من اضطراب الوسواس القهري. تعمل كل حالة مع أخصائي نفسي أو طبيب نفسي متخصص أو «أخصائي التنظيف الشديد» وهم عبارة عن الأشخاص المتخصصين في العلاج لهذا الاضطراب القهري. الأمراض العقلية والعلاجات التي تستخدم الإعلام كمنصة مُقررة في «قضايا الصحة العقلية (ص.593)» دور البرامج الوثائقية مثل "Hoarders" في تغيير التصنيف غير واضح، وعلى الرغم من هذا يعتقد البعض أن الزيادة في الوعي التي حدثت بسببهم كانت عاملا مساهمًا هامًا. وذكرت المقالة أيضا أنه مع صعود  "Hoarders" ليصبح «كلمه رنانة» بدأت تلك البرامج تحظى بقدر كبير من الاهتمام المهني.
هناك برنامج أخر على شبكة A&E يُدعى "Intervention" يركز أيضا على المرض العقلي، ولكن في هذا البرنامج يقدم جانب تعاطي المخدرات.  يتتبع هذا البرنامج مثل "Hoarders" قصة فرد أو اثنين ممن يعانون من الاعتماد على تعاطي المخدرات ويأخذنا إلى حياتهم اليومية، ثم فيما بعد يلوح أمام الشخص المدمن إنذار حيث يقرر مستقبل حياته. على سبيل المثال، إما يذهبوا إلى مركز إعادة تأهيل أو يخاطروا بفقدان الأسرة والأصدقاء والمأوى وفي معظم الحالات المساعدات المالية. جلب البرنام الوثائقي التليفزيوني مواضيع تخص المشاهير لجذب المزيد من الانتباه إلى مدى أهمية وقوة أي تدخل يمكن أن يؤثر على أي شخص. ما يضيفه هذا العرض للمشاهدين هو تقديم عملية التدخل لهم وكيفية التعامل مع الشخص الذي يعاني من الإدمان، وقد خفف أيضًا هذا البرنامج التليفزيوني من وصمة العار على العلاج بل تحديدًا وصمة العار على فاعلية التدخلات.

## برامج الأطفال
تتضمن برامج الأطفال التليفزيونية إشارات إلى الأمراض العقلية، فقد أظهرت دراسة أُجريت على مجموعة متنوعة من البرامج التليفزيونية للأطفال في نيوزيلندا أن هناك إشارة للمرض العقلي ظهرت في 59 حلقة من أصل 128 حلقة تمت دراستها، وتتضمنت ال 59 حلقة 159 إشارة للمرض العقلي، حيث تشمل ال 159 إشارة مفردات وأوصاف شخصية. كانت مصطلحات «مجنون» و «الجنون» و «لقد فقدت عقلك» أكثر ثلاث مفردات لفظية شائعة. تتألف الأوصاف الشخصية من ملامح الوجه المشوهة (الأسنان، الأنف، إلخ...) وكذلك الأطراف المشوهة (القدمين، الأصابع، إلخ...).

## وسائل التواصل الاجتماعي
غالبًا ما تتم مناقشة الأمراض العقلية على وسائل التواصل الاجتماعي وقد أشارت عدة دراسات إلى وجود صلة بينه وبين الاضطرابات النفسية الحادة وأشارت دراسات مثل واحدة أُجريت عام 1998 بقيادة روبرت إي كروت أن الإنترنت يمكن أن يكون له تأثير على الحياة اليومية للشخص وأن الإكثار من قضاء الوقت على الإنترنت يمكن أن يكون له تأثير ضار على العلاقات الشخصية والتفاعلات الاجتماعية والذي بدوره يمكن أن يؤدي إلى زيادة الاكتئاب والعزلة.
وقد زادت منصات وسائل التواصل الاجتماعي اليوم مثل تويتر أو إنستجرام من مقدار التفاعل الشخصي مع الآخرين. هناك أبحاث حالية تستكشف دور وسائل التواصل الاجتماعي في مساعدة الناس على العثور على موارد وشبكات لدعم الصحة العقلية، وقد شجع الترابط بين المستخدمين عبر وسائل التواصل الاجتماعي الكثيرين على طلب المساعدة من المتخصصين مع الحد أيضًا من وصمة العار المحيطة بالأمراض العقلية. على الرغم من أن هذه الإدعاءات لا تزال قيد البحث، إلا أن هناك زيادة ملحوظة في التواصل داخل وسائل التواصل الاجتماعي.

## إحصائيات
وقد تم الحصول علي الإحصائيات التالية من الدراسات التي أجريت في المملكة المتحدة.
- تضاعف معدل الأمراض العقلية لدى الأطفال في الفترة بين عام 1980 وعام 2000.
- هناك شخص من بين كل 10 أشخاص تتراوح أعمارهم بين 5 و 16 عامًا يعاني من نوع من الأمراض العقلية القابلة للتشخيص.
- ويُقدر أن ما بين 1 من كل 12 و 1 من كل 15 طفل  يلحقون ضررًا متعمدًا بأنفسهم.
- زاد عدد الشباب الذين يدخلون المستشفى بسبب الإصابات الذاتية بنسبة 68 ٪ على مدار العقد الماضي.
- تم تشخيص أكثر من 50 ٪ من البالغين الذين يعانون من بعض أشكال المرض العقلي كأطفال، وتم علاج أقل من نصف هؤلاء الأشخاص بشكل صحيح في الوقت المناسب.
- يعاني ما يقرب من 80,000 قاصر من الاكتئاب الشديد، من بينهم 8,000 شخص تحت العمر ال 10 سنوات.
- 72% من الأطفال لديهم نوع من المشاكل العاطفية أو السلوكية.
- 95% من القُصَّر المسجونين يعانون من اضطراب عقلي واحد على الأقل، وكثير منهم يعانون من أكثر من واحد.
- تضاعف تقريبًا عدد الأشخاص المصابين بالاكتئاب الذين تتراوح أعمارهم بين 15 و 16 سنة  بين عامي 1980 و 2000.
- وكانت نسبة القصر ممن تتراوح أعمارهم بين 15 و 16 سنة الذين يعانون من اضطرابات سلوكية أكثر من الضعف بين عامي 1974 و 1999.
- 9.6% من الأشخاص الذين تتراوح أعمارهم بين 5 و 16 سنة لديهم شكل واحد على الأقل من الأمراض العقلية.
- 5.8% من الذين تتراوح أعمارهم بين 5 و 16 سنة لديهم شكل من أشكال الاضطراب السلوكي.
- 3.3% من الذين تتراوح أعمارهم بين 5 و 16 سنة لديهم نوع من اضطرابات القلق.
- 1.5% من الذين تتراوح أعمارهم بين 5 و 16 سنوات لديهم شكل حاد من أشكال التوحد.
- 0.9% من الأشخاص بين عمر 5 و 16 سنة لديهم شكل من أشكال الاكتئاب الشديد.
- حوالي 46.4% من البالغين سيعانون من مرض عقلي خلال حياتهم وذلك في الولايات المتحدة.